# Ojczyzna polszczyzna
Ojczyzna polszczyzna – program telewizyjny, który był emitowany od 9 sierpnia 1987 do 21 czerwca 2007 na antenie TVP2 i produkowany przez TVP3 Wrocław, autorstwa Jana Miodka i Władysława Tomasza Stecewicza. Program prowadził prof. Jan Miodek. Była to forma krótkiego wykładu poświęconego wybranym zagadnieniom języka polskiego. Na początku każdego programu aktorzy związani z Wrocławiem cytowali związane z językiem polskim fragmenty utworów m.in. Mickiewicza, Słowackiego itp. Program został zdjęty z anteny wiosną 2007 z powodu spadającej oglądalności i niezbyt atrakcyjnej porannej pory emisji.